# Alsviķi socken
Alsviķi socken (lettiska: Alsviķu pagasts) är ett administrativt område i Alūksne kommun i Lettland.